# ザンボニー電池

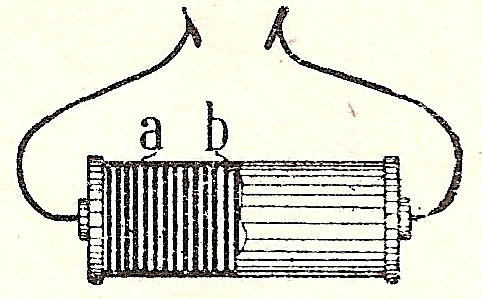
ザンボニー電池

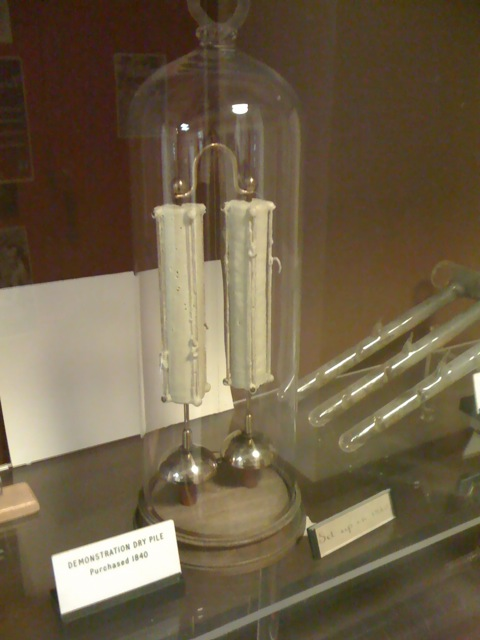
オックスフォード電鈴

ザンボニー電池（ザンボニーでんち）は1812年にジュゼッペ・ザンボーニにより発明された初期の電池。
ザンボニー電池は「静電気電池」であり、銀箔、亜鉛箔、紙の円板で作られる。もしくは、「銀紙」（片面に薄い亜鉛層をつけた紙）を片面に箔押しした円板もしくは酸化マンガンと蜂蜜を塗った銀紙の円板を使うこともできる。直径約20mmの円板は数千枚単位で積み重ねられ、その後エンドキャップ付きのガラス管で圧縮されるか、木製のエンドプレート付きの3本のガラス棒の間に積み重ねるかして、溶けた硫黄かピッチに浸すことで絶縁する。
より現代的な手法で作ったザンボニー電池は、1980年代にイメージ増幅管に加速電圧を提供するため、特に軍事用途で作られた。今日、そのような電圧は従来の（低電圧）バッテリにより駆動されるトランジスタ化したインバータ回路より得られる。
1つの要素当たりの起電力は約0.8Vである。何千も積み重ねるとキロボルト範囲の出力電位差を持つが、出力電流はナノアンペア範囲である。1840年より切れ目なく鳴り続いている有名なオックスフォード電鈴は1組のザンボニー電池により動いていると考えられている。